# 旧恩热纽
旧恩热纽是巴西南大河州的一个市镇。总面积71.193平方公里，总人口1584人，人口密度22.2人/平方公里。